# Oreanthes hypogaeus
Oreanthes hypogaeus là một loài thực vật có hoa trong họ Thạch nam. Loài này được (A.C. Sm.) Luteyn mô tả khoa học đầu tiên năm 1996.